# Onze Molen (Durbanville)
Onze Molen is een molen in Durbanville nabij Kaapstad in Zuid-Afrika. De molen is gebouwd tussen 1837 en 1842 bij de boerderij Johannesfontein. In 1984 is de molen gerestaureerd door de Natal Bouvereniging. Een jaar eerder werd de molen toegevoegd aan de monumentenlijst. In een artikel in de krant Die Burger van 4 mei 1996 werd de restauratie bekritiseerd als historisch onjuist. Een zekere James Walton stelt dat de restaurateurs eerder uit waren op een kopie van Mosterts molen dan op een restauratie van het origineel. In 1999 wordt een plan verworpen om de molen weer maalvaardig te krijgen.
Lokaal staat de molen ook bekend onder de naam Die Ou Meul. Het Afrikaanse woord voor molen is meul. Desondanks wordt het bouwwerk in officiële stukken Onze Molen genoemd, naar de oorspronkelijke Nederlandse schrijfwijze.